# Сваки пут кад се растајемо
„Сваки пут кад се растајемо” је хрватски ТВ филм из 1994. године, први пут приказан 25. јануара 2004. године. Режирао га је Лукас Нола који је написао и сценарио.

## Радња
Време дешавања филма је јесен 1991. године. Отац-војник долази из Славоније у Загреб потражити уточиште за своју ћеркицу, након што му је жена убијена, а кућа запаљена. Покушаји сналажења у хаотичном и бизарном Загребу под узбунама нису лаки.

## Улоге
| Глумац                    | Улога                            |
| ------------------------- | -------------------------------- |
| Филип Нола                | Стјепан Сурина                   |
| Ива Живковић              | Кћерка                           |
| Ксенија Пајић             | Мелита (као Ксенија Пајић-Вуков) |
| Нина Виолић               | Ева                              |
| Надежда Перишић Нола      |                                  |
| Ксенија Маринковић        | Управитељица                     |
| Наташа Дорчић             | Службеница                       |
| Филип Шоваговић           |                                  |
| Семка Соколовић Берток    | Госпођа Свалина                  |
| Иво Грегуревић            | Мелитин Супруг                   |
| Борис Свртан              | Иво                              |
| Катарина Бистровић Дарваш | Мајка                            |
| Рене Биторајац            | Јошко                            |

Остале улоге  ▼
| Глумац            | Улога             |
| ----------------- | ----------------- |
| Винко Брешан      | Војник            |
| Месуд Дедовић     | Четник 1          |
| Јосип Мароти      | Сусјед            |
| Вили Матула       | Домар             |
| Бранко Менићанин  | Четник 2.         |
| Игор Мешин        |                   |
| Миа Оремовић      | Проститутка       |
| Јасна Палић       | Суседа            |
| Барбара Роко      | Медицинска сестра |
| Томислав Рукавина | Хирург            |
| Снежана Трибусон  |                   |
| Ђуро Утјешановић  | Портир            |

## Награде
- Пула 1994. - Награда Златна арена за сценарио, фотографију, костимографију и женску епизодну улогу (Надежда Перишић)[1][3]